# کراکو (کومونه)
کراکو (به ایتالیایی: Craco) یک کومونه در ایتالیا است که در استان ماترا، در منطقه جنوب ایتالیا از باسیلیکاتا واقع شده‌است.

## خصوصیات
کراکو ۷۶ کیلومترمربع مساحت و ۷۷۳ نفر جمعیت داشت و ۳۹۱ متر بالاتر از سطح دریا واقع شده‌است.